# Windowsキー

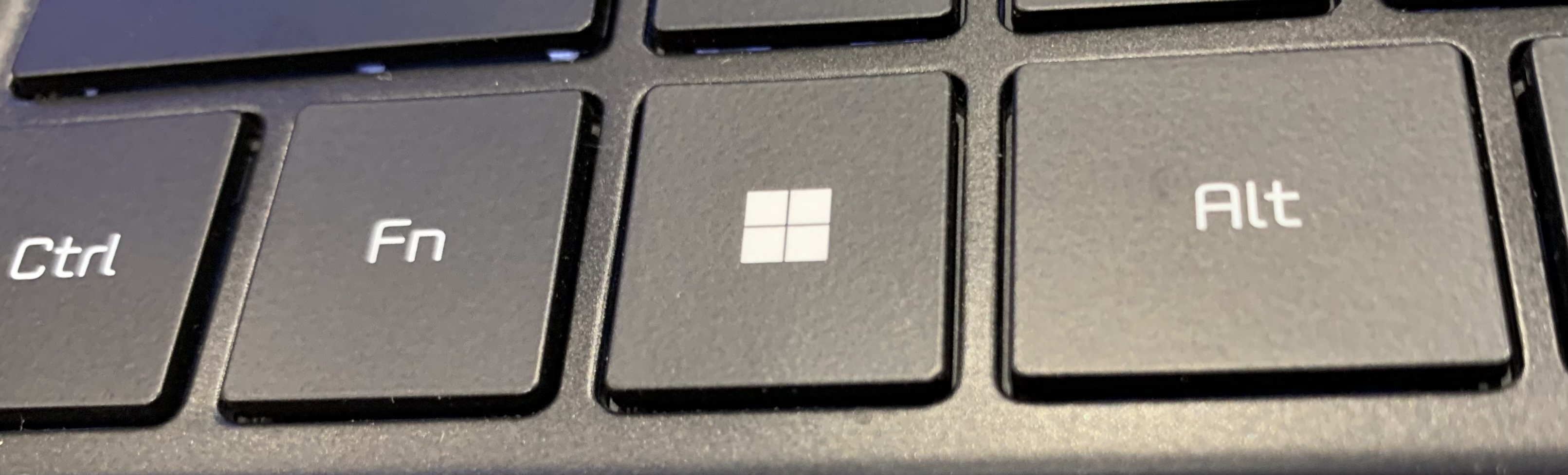
Windowsキー（右から2つめ）

Windowsキー（ウィンドウズキー）は、パーソナルコンピュータ（パソコン）のキーボードに配置されているキーのうち、キートップにWindowsのロゴマークが描かれたキーのこと。LinuxでのSuperキー、macOSでの コマンドキー、ChromeOSの検索キーと同等である。

## 名称
マイクロソフトは公式ウェブサイト等で、「Windows ロゴ キー」「Windowsのロゴ キー」などとも記載する。

## 概要
Windowsキーは、マイクロソフトのWindows（Windows 95以降）に対応しているパソコンのキーボードの多くに搭載されている。ただしコンピュータのキーボードのすべてにWindowsキーが搭載されているわけではなく、またWindowsを使用する上で必須でも無い。
デスクトップパソコンに接続する一般的なキーボードでは「右Altキー」と「アプリケーションキー（右クリックメニューを表示するキー）」の間に1つと、「左Altキー」と「左Ctrlキー」の間に1つで、合計2つのWindowsキーが配置されている。ノートパソコンのキーボードや、横幅を縮小した省スペース型キーボードではWindowsキーが片側1か所のみの配置あるいは省略されている場合が多い。また、Windows 95の発売以前から流通しているキーボード、レノボのThinkPadシリーズの一部、その他マイクロソフトからライセンスを受けていないキーボードにはWindowsキーが搭載されていない。もちろん、AppleのMac用キーボードにもWindowsキーはない。
ゲーミングデバイスとしてのキーボード（いわゆるゲーマー仕様）では、Windowsキーの機能をロックできたり、キートップを取り外すなどして左Windowsキーを使えなくすることができたり、最初から用意されていなかったりする製品もある。理由としてはゲーム中に誤ってWindowsキーに触ってしまうことで強制的にデスクトップ画面に戻ってしまうことを防ぐためである。特にCtrlキーとAltキーの両方を多用するリアルタイムストラテジー系のゲーマーは、こうしたキーボードを好んで使用している。
なお、Ctrl+Escを押すことでもスタートメニューが表示でき、Windowsキーのないキーボードでは代用になるが、Windowsキーと組み合わせるショートカットの場合には代用にはならない。例えば、⊞ Win+EでWindowsエクスプローラーを起動するという組み合わせはCtrl+Esc+Eでは代用できない。

## デザインの変遷
Windowsキーのキートップに描かれるWindowsロゴマークは、製品としてのWindowsのロゴ変更に合わせ、デザインがこれまで4回（XP、Windows Vista、8、11発売時）変更されている。いずれもデザインによる機能の違いはない。

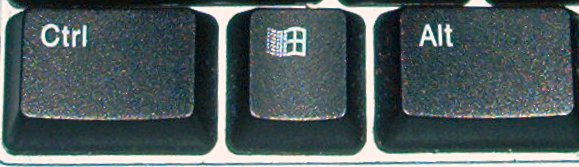
95時代
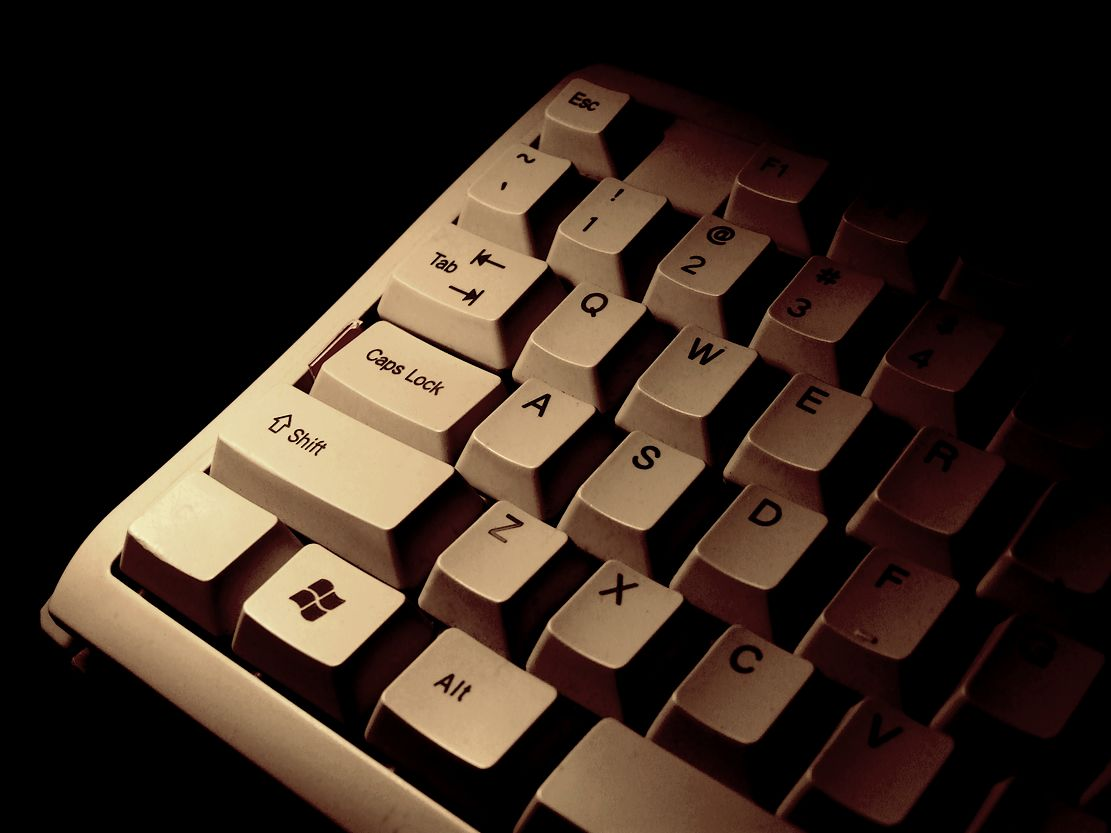
XP時代
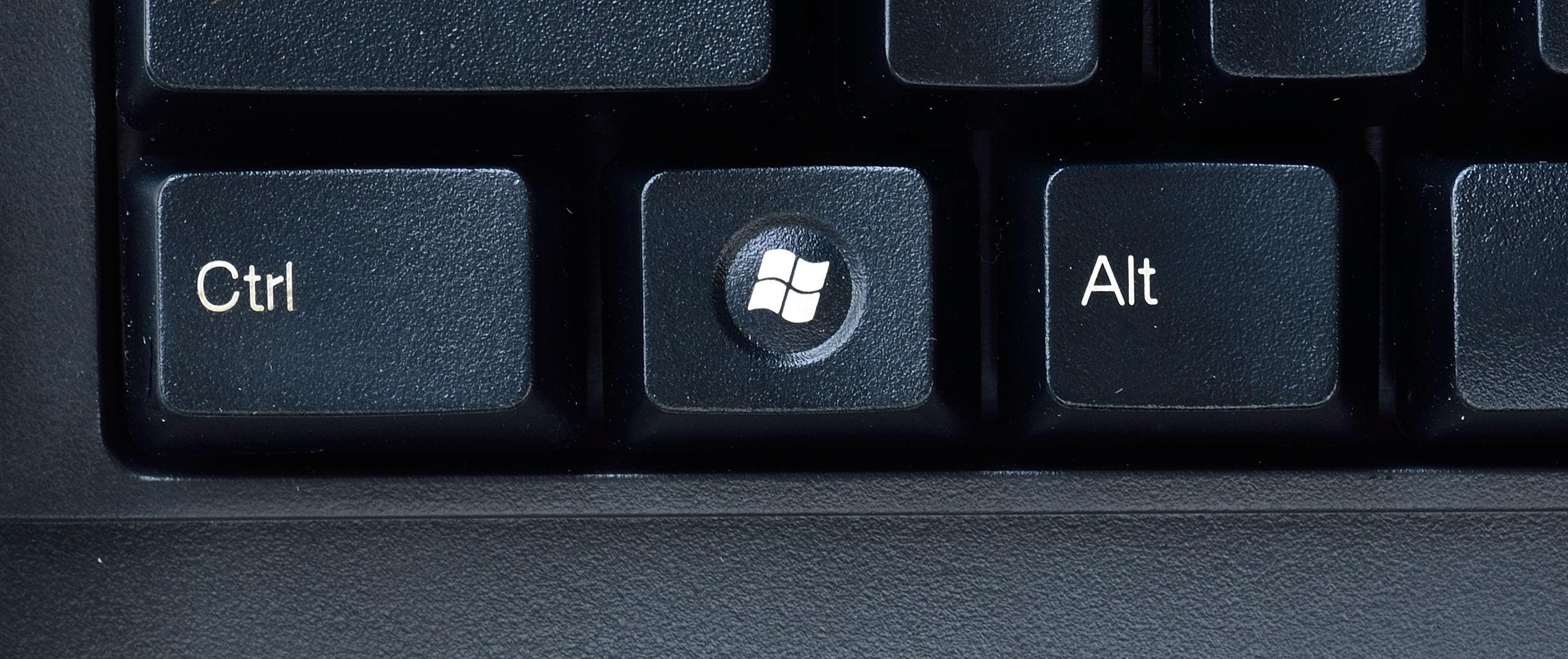
Vista・7時代 （円い縁取りが追加）
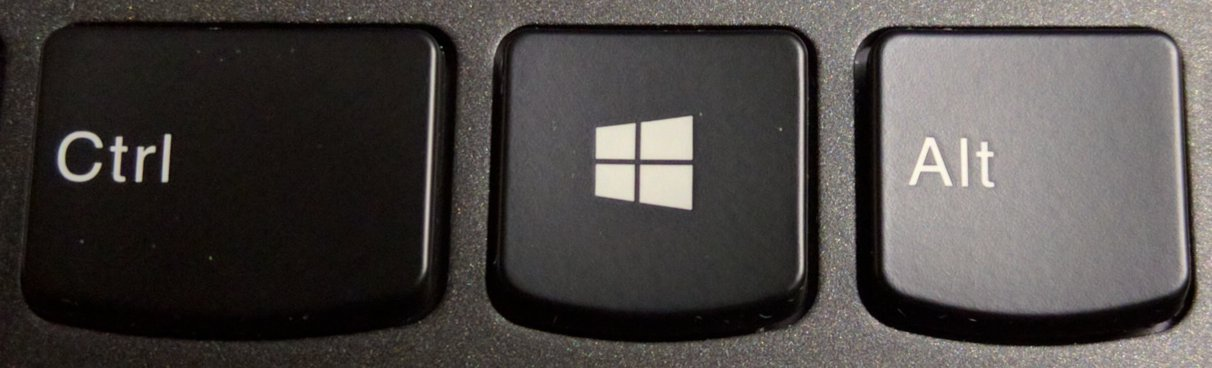
8・10時代
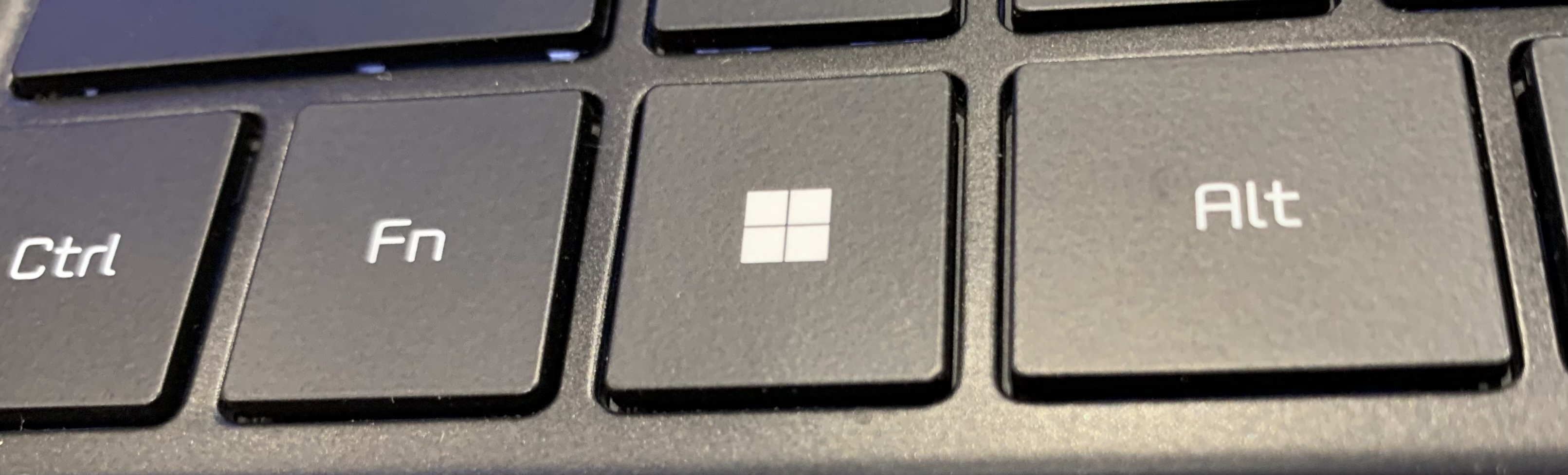
11時代

## 使用用途
以下に例を挙げるように、Windowsキーと他のキーと組み合わせて使うことによって、Windowsにおける操作の利便性を上げることができる。
（以下、Windowsマークの代わりに田んぼの"田"のような文字を使用。）
⊞ Win
スタートメニューを表示
⊞ Win+E
エクスプローラを起動
⊞ Win+R
ファイル名を指定して実行を表示
⊞ Win+L
コンピュータをロックもしくはユーザーの簡易切り替え（Windows XP以降）
⊞ Win+U
ユーティリティ・マネージャ（Windowsの障害者向け補助機能）を起動
⊞ Win+F1
Windowsのヘルプを表示
⊞ Win+F
ファイルやフォルダの検索を開く
⊞ Win+Ctrl+F
ネットワーク上のコンピュータの検索
⊞ Win+D
デスクトップの表示／元に戻す
⊞ Win+M
全てのウィンドウを最小化
⊞ Win+⇧ Shift+M
⊞ Win+Mで最小化したウィンドウを全て元に戻す
⊞ Win+T、⊞ Win+⇧ Shift+T
タスクスイッチを選択
⊞ Win+B
タスクトレイを選択
⊞ Win+⎊ Break
システムのプロパティ
⊞ Win+数字
クイック起動に登録しているプログラムの左から（押した数字）番目を起動

### Windows Vistaで追加された機能
⊞ Win+⭾ Tab、⊞ Win+⇧ Shift+⭾ Tab
フリップ 3D
⊞ Win+G
ガジェットの表示
⊞ Win+X
Windowsモビリティセンターの表示

### Windows 7で追加・変更された機能
⊞ Win+数字
タスクバーに登録されたプログラムの左から（押した数字）番目を起動、または（押した数字）番目のプログラムのウィンドウをアクティブにする
⊞ Win+↑
アクティブなウィンドウを最大化
⊞ Win+↓
アクティブなウィンドウを最小化（最大化されたウィンドウは通常サイズに）
⊞ Win+←
アクティブなウィンドウを画面左半分にリサイズ→右半分に移動→元に戻す
⊞ Win+→
アクティブなウィンドウを画面右半分にリサイズ→左半分に移動→元に戻す
⊞ Win+B
「隠された通知アイコンの表示」ボタンをフォーカス
⊞ Win++
拡大鏡
⊞ Win+⭶ Home
アクティブなウィンドウ以外を最小化／元に戻す
⊞ Win+P
プロジェクター（あるいはノートPCの外部接続ディスプレイ）の切り替え

### Windows 8で追加・変更された機能
⊞ Win+C
チャームバーを表示
⊞ Win+I
設定チャームを開く
⊞ Win+S
検索チャームを開く
⊞ Win+X
様々な機能へのショートカットメニューを表示

### Windows 10で追加・変更された機能
⊞ Win+⭾ Tab
開いているすべてのウィンドウを一覧表示
⊞ Win+ctrl
Win+Ctrl+D 新しい仮想デスクトップを作成する
⊞ Win+Ctrl+←
前の仮想デスクトップに切り替える
⊞ Win+Ctrl+→
次の仮想デスクトップに切り替える
⊞ Win+A
アクションセンターを開く
⊞ Win+S
検索を開く
⊞ Win+F
フィードバックを行う
⊞ Win+C
Cortanaを開く
⊞ Win+V
クリップボード履歴
⊞ Win+I
「設定」アプリを開く
⊞ Win+G
"ゲーム バー"を開く
⊞ Win+⇧ Shift+S
画面の一部を切り取り、クリップボードへコピーする

### Windows 11で追加・変更された機能
⊞ Win+A
クイック設定を開く
⊞ Win+N
通知を開く
⊞ Win+C
"Microsoft Teams"を開く
⊞ Win+H
音声入力(Windows 音声認識ではない)を開始する

## 備考
Windowsキーは便利ではあるが、Windowsキーやアプリケーションキーの搭載や使用はオプションであり、Windowsを使用する上で必須ではなく、ショートカットキーも余り知られてはいない。マイクロソフトがWindowsキーを推奨した理由として、Macのコマンドキー（2007年まではキートップにアップルマークが刻印されていた）に対抗したブランド戦略、との説もある。なお、割り当てられているキーコードはWindowsキーと、Macのコマンドキーは同一のため、USBポートを搭載したMacにWindowsキーがついたキーボードを接続して、Windowsキーを押すと、コマンドキーとして作動する。ちなみにAltキーの方はMacで使用する時にはoptionキーとして作動するが、Macの一般的なキーボードの場合とキーの配列が左右逆となってしまい、押し間違いの原因になる為、Mac上でWindows用のキーボードを使う場合、特殊なソフトウェアを用いてWindowsキーとAltキーを入れ替えて使用するMacユーザーも存在する。
日本語キーボード（JISキーボード）では、かな漢字変換のキーの存在のためにスペースキーの幅が狭いが、Windowsキーとアプリケーションキーの登場により更に狭くなったため、スペースキーで漢字変換するユーザーやゲームユーザーなどスペースキーを多用するユーザーには、必要性を批判される事が多い。

## 参照
1. ↑  “Super キーとは何ですか? - Ubuntu デスクトップガイド”. help.ubuntu.com. 2021年5月10日閲覧。
2. ↑  製品によっては、キー自体は搭載していても、Windowsロゴマークの代わりに「Win」と表記したり、全く異なるマークを印字したものも存在する
3. ↑  スタートメニュー > 設定 > キーボード > プリントスクリーンのショートカットをONでPrintScreenキーに割り当て